# 三山五園

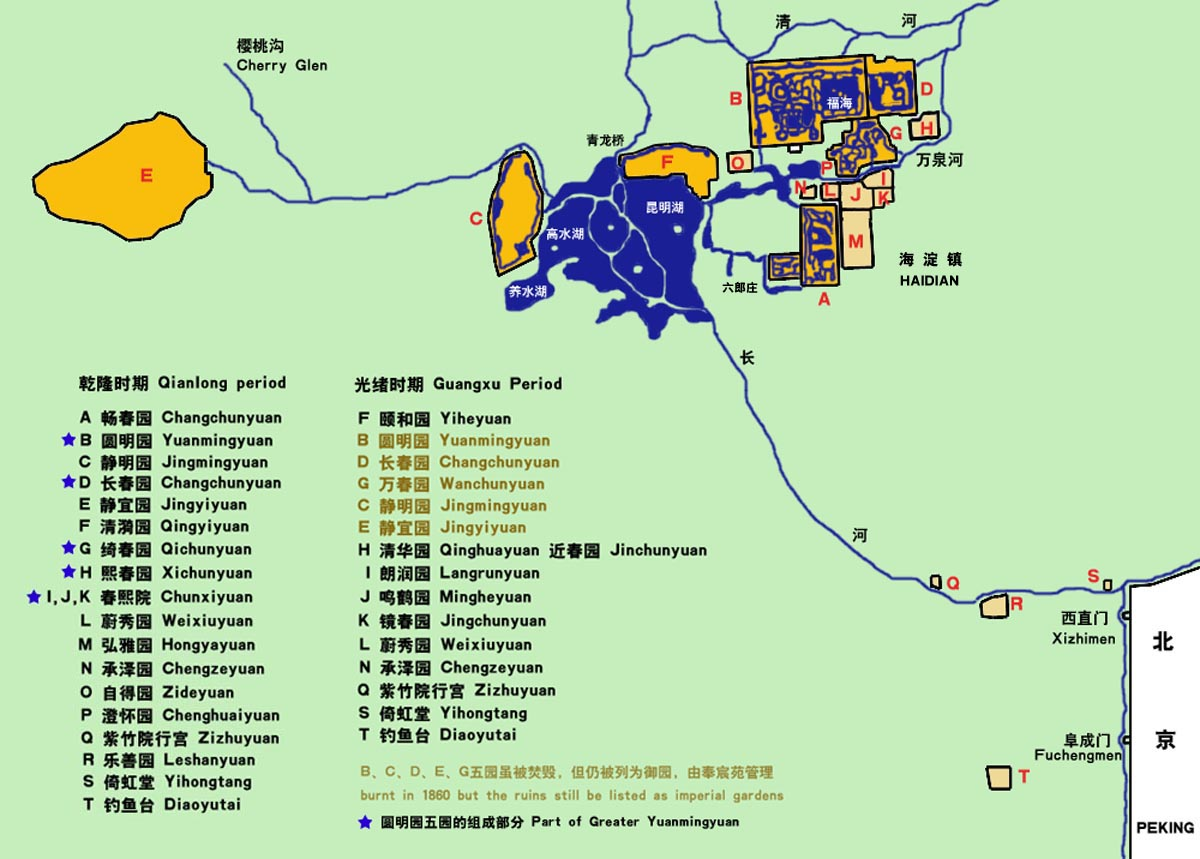
北京市西北部にある皇家園林。

三山五園（さんざんごえん、中国語: 三山五园）は、中国北京市郊外にある景勝地の総称で、清朝の康熙帝が設立し、乾隆帝の時代に最盛期を迎えた。1862年のアロー戦争（第二次アヘン戦争）で破壊されたが、近年修復されている。

## 概要
北京市の北西部は丘陵地で、古来から景勝地として名高く、歴代皇帝が造営した離宮が点在している。また、北京の水源地としても重要な地域であった。
三山五園は具体的には、「三山」が香山、玉泉山、万寿山（中国語）を指し、「五山」が静宜園、静明園（中国語）、清漪園（後の頤和園）、暢春園（中国語）、円明園を指し、全体で三山五園と呼んでいる。

## 歴史
清朝の康熙帝時期に設立されて、乾隆帝時期に最も盛んであったが、1862年のアロー戦争（第二次アヘン戦争）で破壊された。しかし、近年修復されてきた。

## 現状
- 円明園：公園として開放。
- 頤和園：公園として開放され、国の主要な中華人民共和国全国重点文物保護単位および世界文化的遺産。
- 香山：香山公園として開放。
- 玉泉山：中央軍事委員会が占拠し、事務所や別荘地として使用されており、立ち入りは禁止。
- 暢春園：北京大学の道向いにあるので、その新しいキャンパスとなっており、寮などがある。 円陽寺と閻魔寺の2つの石積みの門が残っている。

## 参照項目
- 三山五岳（中国語）
- 五壇八廟 - 北京の「五壇」は日壇、月壇、地壇、天壇、先農壇で、「八廟」は太廟、奉先殿、伝心殿、寿皇殿、雍和宮、堂子、文廟、歴代帝王廟である。